# Plug-and-play
Plug-and-play is een term die oorspronkelijk alleen werd gebruikt voor randapparatuur voor computers, om aan te geven dat deze hardware werkt zodra die is aangesloten op een (compatibele) computer. Het instellen van het toepassingsprogramma is dan niet meer nodig. Een Nederlandse vertaling zou kunnen zijn: "insteken en werken". Tegenwoordig wordt de term ook gebruikt voor apparaten in het algemeen die automatisch zouden moeten werken zodra ze zijn aangesloten, zonder dat de gebruiker zelf iets hoeft in te stellen. Het gaat daarbij vaak om intelligente software die zelf de optimale instellingen zoekt.
Plug-and-play is inmiddels ook een marketing-term in de dienstverlening en productverkoop geworden. Daarbij verwijst het naar het uit handen nemen van activiteiten die voor een bedrijf noodzakelijk zijn, maar waarvoor het gunstig is om die uit te besteden aan een meer gespecialiseerd bedrijf. De geleverde plug-and-play dienst of het product wordt kant-en-klaar geleverd, zonder dat de afnemer daar zelf nog iets aan hoeft te doen.

## Bij computers
Plug-and-play werd oorspronkelijk gebruikt voor apparaten die op de computer worden aangesloten voor speciale functies als het uitprinten van documenten of het weergeven van geluid. Als zowel computer als randapparatuur daarvoor geschikt zijn, moet het apparaat correct werken zodra het is aangesloten, zonder dat de gebruiker zelf nog iets moet instellen. 
Het is een vorm van autoconfiguratie of zeroconf. Het wordt mogelijk gemaakt doordat elk apparaat een code heeft waaraan het besturingssysteem kan zien dat er iets nieuws is bij gekomen en of de bijbehorende software in de vorm van een stuurprogramma al is geïnstalleerd. Als de bijbehorende software niet is geïnstalleerd dan wordt daar alsnog om gevraagd. In principe is het niet nodig om een computer te herstarten om nieuwe randapparatuur te koppelen. 
Plug-and-play wordt soms afgekort als PnP op verpakkingen van computerhardware. In het verleden ging het veelal over USB-verbindingen.

## Als marketing-term
In de dienstverlening en productverkoop wordt met plug-and-play wel bedoeld dat een bedrijf "modulair" verschillende diensten of producten aanbiedt, waarbij dienst of product op maat wordt geleverd en aangepast aan de behoefte van de klant, zodat deze hier direct gebruik van kan maken zonder eigen investering in kennis of materiaal. Bij producten kan het gaan om modules, die in de fabriek worden samengesteld en dan naar de eindlocatie vervoerd. Bijvoorbeeld plug-and-play-huizen of andere gebouwen.
Facilitaire bedrijven bieden plug-and-play hulpmiddelen of diensten aan, waarbij de klant niet zelf het materiaal hoeft aan te schaffen of op te bouwen. Bijvoorbeeld een bedrijf dat feesten, evenementen of tentoonstellingen voor zijn klanten organiseert. Sommige grote gemeenten hebben een plug-and-play-voorziening waarbij start-ups hun onderneming kunnen starten, terwijl de gemeente ondersteunende voorzieningen biedt, zoals huisvesting. De Universiteit Wageningen heeft met subsidie het bedrijf Surfix opgericht, dat plug-and-play testen voor diagnostiek ontwikkelt, als eerste voor vroege kankerdiagnose, detectie van COVID-19 en opsporing van pathogenen in water voor aquacultuur.

## Trivia
Met enige ironie wordt in spreektaal plug-and-play soms vervangen door plug-and-pray, vooral als men er weinig vertrouwen in heeft dat de computerhardware onmiddellijk zal werken. 